# Julius Hans Spiegel
Julius Hans Spiegel (* 5. Juni 1891 in Berlin; † 13. Oktober 1974 in Capri) war ein deutscher Maler und Tänzer.

## Leben
Julius Hans Spiegel wurde als Kind deutsch-jüdischer Eltern 1891 in Berlin geboren. Im Alter von drei Jahren verlor er aufgrund einer Krankheit sein Gehör. Nach dem frühen Tod seiner Eltern wuchs er im Internat der Königlichen Taubstummenanstalt zu Berlin auf. Er studierte Malerei in Berlin und München und begegnete dann angeblich einem javanischen Prinzen, der ihm das Tanzen beibrachte und mit dem er möglicherweise eine Beziehung führte. Dieser überließ ihm nach seinem Tod eine Sammlung ostasiatischer Masken und Gewänder. Er studierte Tanz bei Raden Mas Jodjana (1893–1972) und wahrscheinlich bei Max Terpis, Leiter des Balletts der Berliner Staatstheater. Ab Beginn der 1920er Jahre trat Spiegel in Kabaretts, Varietés und Privatveranstaltungen als Grotesk- bzw. Exotik-Tänzer, meist ohne musikalische Begleitung, auf; darunter 1926 in den „Sturm-Abenden“ der Expressionisten in Berlin, in Magnus Hirschfelds Institut für Sexualwissenschaft, in Jane Marnacs „Shanghai“-Revue im Pariser Apollo Theater, wie auch als Tanzeinlage bei Vorführungen von Lola Kreutzbergs verschollenem Kultfilm „Bali, das Wunderland“ (1927). Gastspiele führten ihn nach Mailand und Rom, wo er von den Futuristen gefördert wurde. Seine Interpretationen von japanischen, indischen, indonesischen und chinesischen Tänzen in originalen Masken und Kostümen zeichneten sich durch intensive Rhythmik und expressive Gebärden aus.
Als homosexueller, jüdischer Künstler floh er 1934 aus Deutschland und ließ sich auf Capri nieder. Dort wurde er zu einer lokalen Berühmtheit und Postkartenmotiv. Er verdiente seinen Lebensunterhalt mit Tanzunterricht für junge Amerikanerinnen und dem Verkauf seiner Gemälde, war Werbeträger für Gaggia-Kaffeemaschinen und Carpano-Wermut und Anlaufpunkt für schwule Touristen auf Capri. Er war befreundet mit dem britischen Balletttänzer Anton Dolin, Thomas Mann und dem Eislaufpaar Ernst und Maxi Baier, und schloss Bekanntschaft mit Hollywoodgrößen wie Liz Taylor, Orson Welles und Clark Gable. 1974 verstarb er auf Capri.

## Nachlass
Seine Maskensammlung beherbergt heute das Museum Fünf Kontinente (vormals Staatliches Museum für Völkerkunde) in München, der restliche Nachlass befindet sich im Deutschen Tanzarchiv in Köln.

## Würdigung
Im Rahmen des Berliner Themenjahrs Zerstörte Vielfalt wurde Spiegel auf einer Biografie-Säule porträtiert. Das Theater Freiburg beherbergt von Januar bis April 2014 das Julius-Hans-Spiegel-Zentrum, ein künstlerisch-wissenschaftliches Forschungszentrum, das sich mit den Exotismen der Tanzmoderne in Deutschland beschäftigt. Eine zweite Ausgabe fand 2016 in den Sophiensaelen Berlin statt. 2019 widmete sich eine Ausstellung Archivdokumenten zum Leben und Werk von Spiegel, 2021 wurden Fotografien von Spiegel sowie seine Masken im Rahmen der Ausstellung Global Groove im Museum Folkwang Essen gezeigt, 2022 war Spiegel Teil der Ausstellung Queering the Crip, Cripping the Queer im Schwulen Museum Berlin.